# Purgatory (album)
Purgatory er det andet studiealbum af den amerikanske countrymusiker Tyler Childers. Albummet blev udgivet den 4. august 2017.

## Spor
Alt tekst skrevet af Tyler Childers. 
| Purgatory | Purgatory           | Purgatory | Purgatory | Purgatory | Purgatory | Purgatory | Purgatory | Purgatory | Purgatory |
| #         | Titel               | Længde    |           |           |           |           |           |           |           |
| --------- | ------------------- | --------- | --------- | --------- | --------- | --------- | --------- | --------- | --------- |
| 1.        | "I Swear (To God)"  | 3:20      |           |           |           |           |           |           |           |
| 2.        | "Feathered Indians" | 3:45      |           |           |           |           |           |           |           |
| 3.        | "Tattoos"           | 3:23      |           |           |           |           |           |           |           |
| 4.        | "Born Again"        | 3:28      |           |           |           |           |           |           |           |
| 5.        | "Whitehouse Road"   | 4:41      |           |           |           |           |           |           |           |
| 6.        | "Banded Clovis"     | 4:19      |           |           |           |           |           |           |           |
| 7.        | "Purgatory"         | 2:46      |           |           |           |           |           |           |           |
| 8.        | "Honky Tonk Flame"  | 4:57      |           |           |           |           |           |           |           |
| 9.        | "Universal Sound"   | 3:42      |           |           |           |           |           |           |           |
| 10.       | "Lady May"          | 3:04      |           |           |           |           |           |           |           |
| 37:41     |                     |           |           |           |           |           |           |           |           |